# Taang! Records
La Taang! Records è un'etichetta indipendente statunitense specializzata nei generi punk, Oi!, Ska, ed hardcore punk, fondata da Curtis Casella nel 1981.
Originariamente era collocata a Boston, nel Massachusetts, con una sezione distaccata a Cambridge finalizzata appositamente alla vendita; questo negozio era chiamato The Kids Will Have Their Say ed a quei tempi aveva raggiunto una discreta notorietà ed importanza all'interno della comunità underground locale.
Verso la metà degli anni novanta la sede venne spostata a San Diego, California, dove tutt'oggi la Taang! continua ad occuparsi di alcune band di Boston (spesso pubblicando ristampe di album) nonché di nuovi gruppi con base in California.

## Artisti
- The Anti-Heros
- The Bruisers
- Buck-O-Nine
- Bullet LaVolta
- The Business
- DYS
- The Dickies
- Everybody Out!
- The Exploited
- Forced Reality
- The Freeze
- Gang Green
- Hard-Ons
- Jerry's Kids
- Kilslug
- Lemonheads
- Lyres
- Maelstrom
- The Mighty Mighty Bosstones
- Mission of Burma
- Moving Targets
- Negative FX
- Poison Idea
- Rat City Riot
- Sam Black Church
- Seka
- Slapshot
- Sloppy Seconds
- Spacemen 3
- Spore
- SSD
- Stars & Stripes
- Stranglehold
- Swirlies
- The Titanics
- Upsidedown Cross
- The Worthless